# Picture This (banda)
Picture This es una banda alternativa irlandesa ubicada en Irlanda, compuesta por Ryan Hennessy, Jimmy Rainsford, Owen Cardiff y Cliff Deane. En 2017,  lanzaron su álbum de debut, el cual entró en los primeros puestos de la lista Irish Albums Chart. El primer sencillo del álbum, "Take My Hand", alcanzó un máximo de #34 en el Irish Singles Chart.

## Biografía
Picture This se originó en Athy, en el condado de Kildare, Irlanda. La banda está formada por Ryan Hennessy (voz), Jimmy Rainsford (batería), Owen Cardiff (guitarra) y Cliff Deane (bajo). Rainsford anteriormente había realizado una gira con Ryan Sheridan, mientras que Hennessy había sido miembro de otra banda local. Deane, Cardiff y Rainsford habían sido amigos de la infancia. Cliff y Owen se unieron a la banda cuando Hennessy y Rainsford les pidieron tocar con Picture This.

## Historia

### 2015–2017: Primeros Éxitos &Picture This
En octubre de 2015, Ryan Hennessy grabó una muestra de la canción "Take My Hand" en su iPhone, que él y Rainsford grabaron posteriormente en el estudio. El vídeo fue subido a Facebook y Youtube, y ha acumulado más de 4 millones de vista en todas las  plataformas. El primer concierto de la banda se iba a tocar en el local el Grand Social en Dublín, que se agotaró en menos de 30 minutos. Para satisfacer la demanda, el concierto se trasladó a La Academia, que tiene una capacidad de 850 personas. La banda se convirtió en el primer acto en agotarse el local para su concierto de debut.
La banda anunció una gira de veinte fechas por Irlanda en la primavera de 2016. La gira empezó en Leixlip el 4 de junio y culminó con tres fechas en el Olympia, un local con capacidad para 1.600 personas en Dublín del 1 al 3 de noviembre. Al 22 de julio de 2016 las entradas para dieciséis de los espectáculos se habían agotado, incluidas dos fechas en el Olympia. Después de mudarse a un local diferente, la banda 'Picture This' logró agotarse en The Academy en Dublín para su actuación de debut el 3 de abril, lo que la convirtió en la primera banda en lograr esto. La banda más tarde anunció que tocarían una tercera y última fecha en el Olympia el 3 de noviembre de 2016.
En julio, la banda anunció que lanzarán su debut  EP el 12 de agosto. Se llama Picture This EP y la lista de canciones incluye cinco canciones originales, incluyendo Take My Hand.
El EP debutó en el número uno en el Irish Albums Chart durante una hora la semana que terminó el 18 de agosto de 2016.
Picture This fue el telonero principal en el Longitud Festival en julio 2017 y anunció su gira por Irlanda, que se agotó en el 3Arena a los tres minutos de su lanzamiento.  Lanzaron su álbum debut homónimo el 25 de agosto de 2017.[cita requerida]

### 2018–presente:MDRN LV
El 23 de marzo de 2018, Picture This lanzaron "This Morning". El 15 de junio de 2018,  lanzaron "When We Were Young ". El 17 de octubre de 2018,  anunciaron su segundo álbum, "MDRN LV", y lanzaron su primer sencillo, "One Drink". Tras el lanzamiento, también anunciaron su segunda gira titular.

## Miembros
- Ryan Hennessy – voz, guitarra
- Jimmy Rainsford – batería
- Owen Cardiff - guitarra
- Cliff Deane - bajo

## Discografía

### Álbumes de estudio
| Título       | Detalles del álbum                                       | Puestos máximos en las listas |
| Título       | Detalles del álbum                                       | IRL                           |
| ------------ | -------------------------------------------------------- | ----------------------------- |
| Picture This | - Lanzado: 25 de agosto de 2017 - Formatos: CD, descarga | 1                             |
| MDRN LV      | - Lanzado: 15 de febrero de 2019                         | Para ser liberado             |

### Reproducciones extendidas
| Título          | Detalles de reproducciones extendidas                    | Puestos máximos en las listas |     |
| Título          | Detalles de reproducciones extendidas                    | IRL                           | IRL |
| --------------- | -------------------------------------------------------- | ----------------------------- | --- |
| Picture This EP | - Lanzado: 12 de agosto de 2016 - Formatos: CD, descarga | 1                             |     |

### Sencillos
| Año                                                  | Título                | Puestos máximos en las listas | Álbum              |
| Año                                                  | Título                | IRL                           | Álbum              |
| ---------------------------------------------------- | --------------------- | ----------------------------- | ------------------ |
| 2015                                                 | "Take My Hand"        | 34                            | Picture This EP    |
| 2016                                                 | "For You"             | —                             | Picture This EP    |
| 2016                                                 | "Let's Be Young"      | 66                            | Picture This EP    |
| 2016                                                 | "I Don't Know Why"    | —                             | Picture This EP    |
| 2016                                                 | "You & I"             | 48                            | Picture This EP    |
| 2016                                                 | "This Christmas"      | 34                            | Sencillo sin álbum |
| 2017                                                 | "Never Change"        | 30                            | Picture This       |
| 2017                                                 | "Everything I Need"   | 72                            | Picture This       |
| 2017                                                 | "95"                  | 61                            | Picture This       |
| 2017                                                 | "Addicted To You"     | 22                            | Picture This       |
| 2018                                                 | "This Morning"        | 6                             | Sencillo sin álbum |
| 2018                                                 | "When We Were Young " | 28                            |                    |
| 2018                                                 | "One Drink"           | 12                            | MDRN LV            |
| "—" Denota un título que no ha estado en las listas. |                       |                               |                    |

### Otras canciones en las listas
| Año  | Título           | Puestos máximos en las listas | Álbum        |
| Año  | Título           | IRL                           | Álbum        |
| ---- | ---------------- | ----------------------------- | ------------ |
| 2017 | "Smell Like Him" | 73                            | Picture This |
| 2017 | "Jane"           | 81                            | Picture This |
| 2017 | "Carry On"       | 82                            | Picture This |
| 2017 | "Dream"          | 92                            | Picture This |
| 2017 | "Saviour"        | 97                            | Picture This |
| 2017 | "Body and Mind"  | 62                            | Picture This |